# Jane Hissey
Jane Hissey (* 1952 in Norwich) ist eine britische Autorin, die unter anderem durch ihr inzwischen verfilmtes Buch Meine liebsten Bärengeschichten bekannt geworden ist.
Sie studierte Design und Illustration in Brighton und wurde Kunstlehrerin bis zur Geburt ihres ersten Kindes. Derzeit lebt sie in East Sussex zusammen mit ihrem Ehemann Ivan und hat drei Kinder.
Die Serie Die Tiere auf der Fensterbank lief ursprünglich auf dem Kinderkanal.

## Werke (Auswahl)
- Der alte Bär (englischer Originaltitel Old Bear, 1986)